# Jens Burman
Jens Tony Lennart Burman (Rätan, 16 de agosto de 1994) es un deportista sueco que compite en esquí de fondo.
Ganó una medalla de bronce en el Campeonato Mundial de Esquí Nórdico de 2025, en la prueba de relevo. Participó en dos Juegos Olímpicos de Invierno, ocupando el quinto lugar en Pyeongchang 2018 y el cuarto en Pekín 2022, en la prueba de relevo.

## Palmarés internacional
| Campeonato Mundial | Campeonato Mundial  | Campeonato Mundial | Campeonato Mundial |
| Año                | Lugar               | Medalla            | Prueba             |
| ------------------ | ------------------- | ------------------ | ------------------ |
| 2025               | Trondheim (Noruega) | Medalla de bronce  | Relevo 4 × 7,5 km  |